# Українська енциклопедія лісівництва
Українська енциклопедія лісівництва (УЕЛ) — перше в Україні оригінальне двотомне енциклопедичне видання з проблем лісу та лісівництва.

## Вихідні дані
- Українська енциклопедія лісівництва. У двох томах / за ред. засл. діяча науки і техніки України, дійсного члена НТШ, проф. С. А. Генсірука. — Л., 1999—2007. — 464 + 470 с.

## Характеристика
УЕЛ містить:
- майже 3 тисячі статей (термінів),
- кольорові та чорно-білі ілюстрації, карти, схеми, таблиці.

Матеріали видання дають читачеві широку і всебічну інформацію
- про значення лісу в житті людини,
- про його водоохоронно-захисні, санітарно-гігієнічні та гідрокліматичні функції,
- про раціональне використання й охорону природних ресурсів (лісових, земельних і водних),
- кількісні та якісні характеристики лісового фонду України.